# Peg o' My Heart (film 1919)
Peg o' My Heart è un film muto del 1919 diretto da William C. de Mille. Basata sul lavoro teatrale di J. Hartley Manners, la storia racconta di Peg, figlia di poveri agricoltori irlandesi che va ad abitare presso dei nobili parenti inglesi e lì si innamora di un aristocratico. Manners, il commediografo, contestò alla Famous Players-Lasky Corporation di aver introdotto nel plot nuovi elementi assenti dalla sua commedia, inclusi quelli legati alla propaganda filo-irlandese e quelli che si richiamavano all'Antonio e Cleopatra di Shakespeare.

## Trama
Peg O'Connell viene mandata in Inghilterra dai suoi nobili parenti inglesi che però la trattano freddamente con sufficienza. L'unica consolazione per la ragazza che si sente sola e trascurata, è l'amore per Gerald, il vicino di casa. Peg, alla fine, decide di tornare in Irlanda, ma Gerald la seguirà, convincendola a diventare sua moglie.

## Produzione
Il film fu prodotto dalla Famous Players-Lasky Corporation.

## Distribuzione
A quanto pare, il film venne realizzato nell'estate del 1918, ma in seguito a una disputa legale tra J. Hartley Manners e l'impresario teatrale Oliver Morosco, la Corte Suprema vietò alla Famous-Lasky la distribuzione del film.

## Differenti versioni
La commedia di J. Hartley Manners, che si ispira a una popolare canzone di Alfred Bryan e Fred Fisher, fu portata sullo schermo in tre diverse versioni:
- Peg o' My Heart, regia di William C. de Mille con Wanda Hawley (1919)
- Peg del mio cuore (Peg o' My Heart), regia di King Vidor, con Laurette Taylor (1922)
- Peg del mio cuore (Peg o' My Heart), regia di Robert Z. Leonard, con Marion Davies (1933)